# لیگ برتر والیبال زنان ایران ۱۳۹۷
لیگ برتر والیبال زنان ایران ۱۳۹۷ ۱۷مین دوره مسابقات والیبال لیگ برتر زنان و بالاترین سطح مسابقات باشگاهی والیبال زنان در ایران است.
در این دوره از بازی‌ها که در بهمن‌ماه ۱۳۹۷ پایان یافت ۷ تیم شرکت داشتند. در پایان ذوب‌آهن اصفهان به قهرمانی این دوره از لیگ رسید و تیم‌های پیکان تهران و نامی‌نو اصفهان به ترتیب دوم و سوم شدند.
تیم ذوب‌آهن اصفهان پس از قهرمانی در لیگ از حضور در رقابت‌های قهرمانی باشگاه‌های زنان آسیا انصراف داد. در این مسابقات تیمی از ایران حضور نیافت.

## رده‌بندی پایانی
| رتبه | تیم               | امتیاز | صعود و سقوط                                  |
| ---- | ----------------- | ------ | -------------------------------------------- |
| ۱    | ذوب‌آهن اصفهان     | ۲۷     | صعود به رقابت‌های قهرمانی باشگاه‌های زنان آسیا |
| ۲    | پیکان تهران       | ۲۷     |                                              |
| ۳    | نامی‌نو اصفهان     | ۱۵     |                                              |
| ۴    | توپکا بابلسر      | ۱۲     |                                              |
| ۵    | مینا تجارت کاسپین | ۵      |                                              |
| ۶    | شهرداری سمنان     | ۱      |                                              |

## اعضای تیم‌های برتر
اسامی بازیکنان و کادر فنی تیم قهرمان ذوب‌آهن اصفهان عبارت است از: فرانک بابلیان، سمانه سیاوشی، مونا دریس محمودی، مینا روستا، فرناز ساعی، زهرا شیری، فاطمه عنایت، پریسا اکبری، ندا چملانیان، فاطمه صفری، فرزانه مرادیان، هاله متقیان، فرزانه زارعی، زهرا قنواتی، مانده اسکندری، مائده محمدی و پرنیا خسروی. سرمربی: فریبا صادقی، مدیریت تیم: محبوبه لطفی و مربیان: پروانه شریف‌زاده، عفت نصری و صفورا گل افشان.
اسامی بازیکنان و کادر فنی تیم نایب قهرمان پیکان تهران عبارت است از: نجمه عابدیان، فاطمه امینی، سارا اخلاقی، سودابه باقرپور، تهمینه درگذنی، شکیلا صدری، نرگس شریفی، فاطمه حسنی، مهسا کدخدا، نگار کیانی، الهام فلاح، سارا نظری، زهرا مغانی و مهتاب رحمانی. سرمربی: میترا شعبانیان، مدیر تیم: مهدیه میرزایی، مربی: فاطمه رشیدی، کمک مربی: نیلوفر حجتی، راضیه دوستی به عنوان آنالیزور، زهرا کلهر به عنوان مربی بدنساز و ساجده سروش به عنوان فیزیوتراپ.
اسامی بازیکنان و کادر فنی تیم سوم نامی‌نو اصفهان عبارت است از: الهه موسوی، هانیه محتشمی‌پور، بهار بهرامی، غزل دهقانی، شبنم علیخانی، زهرا رضایی، زهرا بخشی، فروغ سلحشور، نیلوفر یمینی، زینب مدنی، پوران زارع، صبا افضلی، پریا رییسی و شکوفه صفری به عنوان بازیکن. راحله آرا سرمربی و ملیحه نوربخش مدیر تیم، سمیرا ایمانی و سعیده جعفری مربی و الهام ربانی به عنوان مدیر تدارکات.